# جیک بریمر
جیک بریمر (انگلیسی: Jake Brimmer؛ زادهٔ ۳ آوریل ۱۹۹۸) بازیکن فوتبال اهل استرالیا است.
از باشگاه‌هایی که در آن بازی کرده‌است می‌توان به باشگاه فوتبال لیورپول اشاره کرد.
وی همچنین در تیم‌های ملی فوتبال زیر ۱۷ و ۲۰ سال استرالیا بازی کرده‌است.